# ماريا برنارد
ماريا برنارد هي منافسة ألعاب القوى كندية، ولدت في 6 أبريل 1993 في كالغاري في كندا.

## وصلات خارجية
- ماريا برنارد على موقع الاتحاد الدولي لألعاب القوى (الإنجليزية)
- ماريا برنارد على موقع الاتحاد الكندي لألعاب القوى (الإنجليزية)
- ماريا برنارد على موقع الاتحاد الكندي لألعاب القوى (الإنجليزية)
- ماريا برنارد على موقع اللجنة الأولمبية الدولية (الإنجليزية)
- ماريا برنارد على موقع أوليمبيديا (الإنجليزية)
- ماريا برنارد على موقع اللجنة الأولمبية الكندية (الإنجليزية)